# Fort Dodge
Fort Dodge és una població dels Estats Units a l'estat d'Iowa. Segons el cens del 2000 tenia 25.136 habitants.

## Demografia
Segons el cens del 2000, Fort Dodge tenia 25.136 habitants, 10.470 habitatges, i 6.376 famílies. La densitat de població era de 666,6 habitants/km².
Dels 10.470 habitatges en un 29% hi vivien nens de menys de 18 anys, en un 45,9% hi vivien parelles casades, en un 11,4% dones solteres, i en un 39,1% no eren unitats familiars. En el 33,8% dels habitatges hi vivien persones soles el 14,1% de les quals corresponia a persones de 65 anys o més que vivien soles. El nombre mitjà de persones vivint en cada habitatge era de 2,29 i el nombre mitjà de persones que vivien en cada família era de 2,94.
Per edats la població es repartia de la següent manera: un 24,3% tenia menys de 18 anys, un 10,7% entre 18 i 24, un 25,2% entre 25 i 44, un 21,2% de 45 a 60 i un 18,5% 65 anys o més.
L'edat mediana era de 38 anys. Per cada 100 dones de 18 o més anys hi havia 86,7 homes.
La renda mediana per habitatge era de 33.361 $ i la renda mediana per família de 42.555 $. Els homes tenien una renda mediana de 31.253 $ mentre que les dones 23.360 $. La renda per capita de la població era de 18.018 $. Entorn del 7,7% de les famílies i l'11,6% de la població estaven per davall del llindar de pobresa.

## Poblacions més properes
El següent diagrama mostra les poblacions més properes.